# Josef Staudigl (Sänger, 1850)
Josef Staudigl (18. März 1850 in Wien – 21. April 1916 in Karlsruhe) war ein österreichischer Opernsänger (Bariton).

## Leben
Geboren als Sohn des Sängers Josef Staudigl, wollte er sich nach Absolvierung des Gymnasiums dem Studium der Medizin widmen, alleine seine stimmliche Begabung veranlasste ihn, ebenfalls die Sängerlaufbahn einzuschlagen. Zu diesem Zwecke besuchte er das Wiener Konservatorium, bildete sich zuerst bei Franz Krenn, später bei Kammersänger Hans Rokitansky und sodann bei Anton Bruckner aus. Seinen ersten Bühneversuch wagte er (1874) als Jakob in Josef und seine Brüder am Hoftheater in Karlsruhe. Zehn Jahre war der Künstler daselbst in erster Stellung tätig. Für seine großen Verdienste zum badischen Kammersänger ernannt, verließ er dennoch 1885 dieses Stätte und verpflichtete sich für die deutsche Oper in Amerika, wo er unter Damrosch 1885 und 1886 für seine Leistungen als Wotan, Holländer, Wolfram, Don Juan, Escamillo, Telramund, Pizarro etc. stürmischen Beifall fand, wobei erwähnt werden muss, dass er als erster die Rolle des Wotan in Amerika interpretierte. Nicht weniger Anerkennung errang er mit seinen deutschen Liederabenden. 1887 nach Deutschland zurückgekehrt, machte er sich in Berlin ansässig und bereiste zehn Jahre lang alle großen Städte Deutschlands, Hollands und der Schweiz, zumeist als Konzertsänger, und wurde 1898 abermals nach Amerika verpflichtet, wo er als Opernsänger gleich beifällig aufgenommen wurde.
1885 heiratete er die Opernsängerin Gisela Koppmayer.